# Відкритий чемпіонат Японії з тенісу AIG 2001
Відкритий чемпіонат Японії з тенісу AIG 2001 — тенісний турнір, що проходив на відкритих кортах з твердим покриттям Ariake Coliseum у Токіо (Японія). Належав до серії International Gold в рамках Туру ATP 2001, а також серії Tier III в рамках Туру WTA 2001. Тривав з 1 до 7 жовтня 2001 року. Ллейтон Г'юїтт і Моніка Селеш здобули титул в одиночному розряді.

## Фінальна частина

### Одиночний розряд, чоловіки
Ллейтон Г'юїтт —  Мішель Кратохвіл 6–4, 6–2
- Для Г'юїтта це був 5-й титул за сезон і 13-й - за кар'єру.

### Одиночний розряд, жінки
Моніка Селеш —  Тамарін Танасугарн 6–3, 6–2
- Для Селеш це був 3-й титул за сезон і 56-й — за кар'єру.

### Парний розряд, чоловіки
Рік Ліч /  Девід Макферсон —  Пол Генлі /  Натан Гілі 1–6, 7–6(8–6), 7–6(7–4)
- Для Ліча це був 1-й титул за рік і 41-й — за кар'єру. Для Макферсона це був 2-й титул за сезон і 15-й - за кар'єру.

### Парний розряд, жінки
Лізель Губер /  Рейчел Макквіллан —  Джанет Лі /  Вінне Пракуся 6–2, 6–0
- Для Губер це був 2-й титул за сезон і 2-й - за кар'єру. Для Маквіллан це був єдиний титул за сезон і 5-й — за кар'єру.